# 비욘드 엣지: 카지노를 털어라
《비욘드 엣지: 카지노를 털어라》(러시아어: За гранью реальности)는 2018년에 개봉한 러시아의 영화이다.

## 캐스팅
- 밀로시 비코비치 : 마이클 역
- 류보비 악쇼노바 : 베로니카 역
- 안토니오 반데라스 : 고르돈 역
- 세르게이 아스타호프 : 빅토르 역
- 유리 추신 : 케빈 역
- 니키타 듀브바노프 : 레옹 역